# 蒙托邦
蒙托邦（法語：Montauban，法語發音：[mɔ̃tobɑ̃] ⓘ），法国西南部城市，奥克西塔尼大区塔恩-加龙省的一个市镇，同时也是该省的省会，下辖蒙托邦区，其市镇面积为135.17平方公里，2022年1月1日时人口数量为62,487人，是该省人口数量最多的市镇，也是原南部-比利牛斯大区范围内的第二大城市，在法国城市中排名第93位。
蒙托邦位于塔恩-加龙省中部，塔恩河畔，是一个区域性的经济政治中心，中世纪末期曾为法国南部新教徒的主要活动中心；蒙托邦也是这一地区的一个交通枢纽，是图卢兹向北的第一站，另有多条公路在此交汇。法国画家多米尼克·安格尔和雕塑家安托万·布德尔均出生并成长于蒙托邦，现境内有以其命名的博物馆和文化中心。

## 地名来源
“蒙托邦”一名最早出现于1144年，该名称来源于拉丁语“Monto Albano”，意为“白色的山头”。法国大革命期间，“蒙托邦”曾被共和派更名为“Rive-Civique”。
蒙托邦所处区域历史上通行奥克语，“蒙托邦”的奥克语名称为“Montalban”。

## 历史

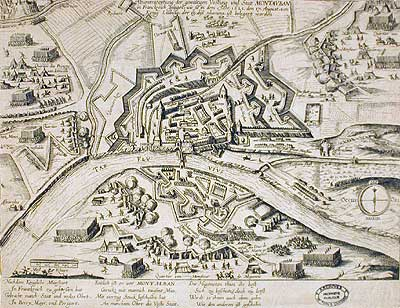
中世纪末的蒙托邦地图

蒙托邦建城于1144年，由图卢兹伯爵阿尔丰斯·茹尔当主持修建，为图卢兹北部塔恩河畔的一个小镇。公元12至13世纪时，依靠塔恩河水路之便，蒙托邦成为了一个贸易中心，其城市也有了较快的发展。中世纪末期，这一地区陷入了宗教战争，蒙托邦成为了法国南部新教教徒的主要活动中心；1629年，蒙托邦被天主教徒重新占领，在黎塞留的主持下，蒙托邦市内的天主教堂得以重建。1636年，蒙托邦成为了下凯尔西综合行政区的首府。此后，随着南运河和蒙泰克运河的开凿，蒙托邦成为了重要的水陆口岸和工商业中心，城市面貌也有了较大变化。至18世纪初，蒙托邦的城市人口数量已突破3万，成为仅次于图卢兹的第二大城市。法国大革命后，整个包括蒙托邦在内的整个凯尔西地区被划为洛特省，省会为卡奥尔。此举引发了蒙托邦贵族的不满。在拿破仑的支持下，1808年7月29日，塔恩-加龙省成立，蒙托邦成为省会并保持至今。1864年，波尔多－塞特和奥尔良－蒙托邦两条法国干线铁路在此交汇，蒙托邦成为了重要的铁路枢纽。1930年2月，塔恩河发生洪水，蒙托邦市区多处出现内涝，造成了较为严重的人员伤亡和财产损失。2012年3月，蒙托邦发生枪击案，造成当地三人遇难。

## 地理

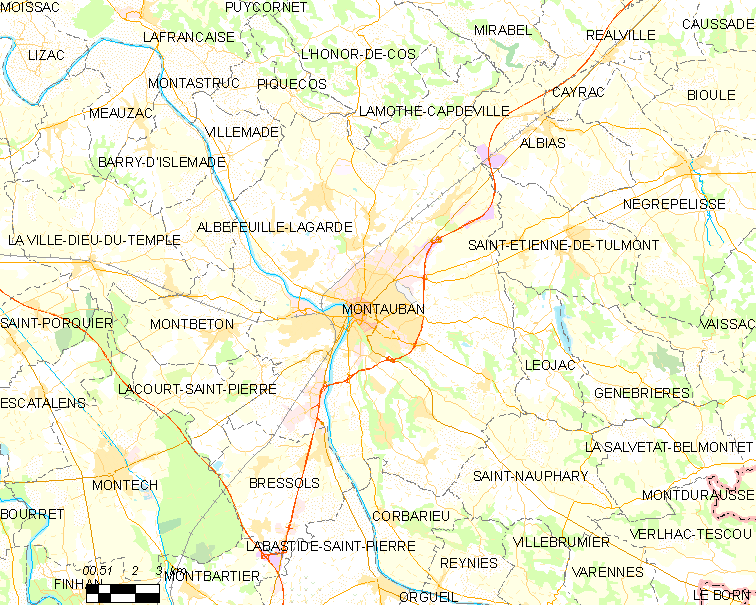
蒙托邦市镇地图

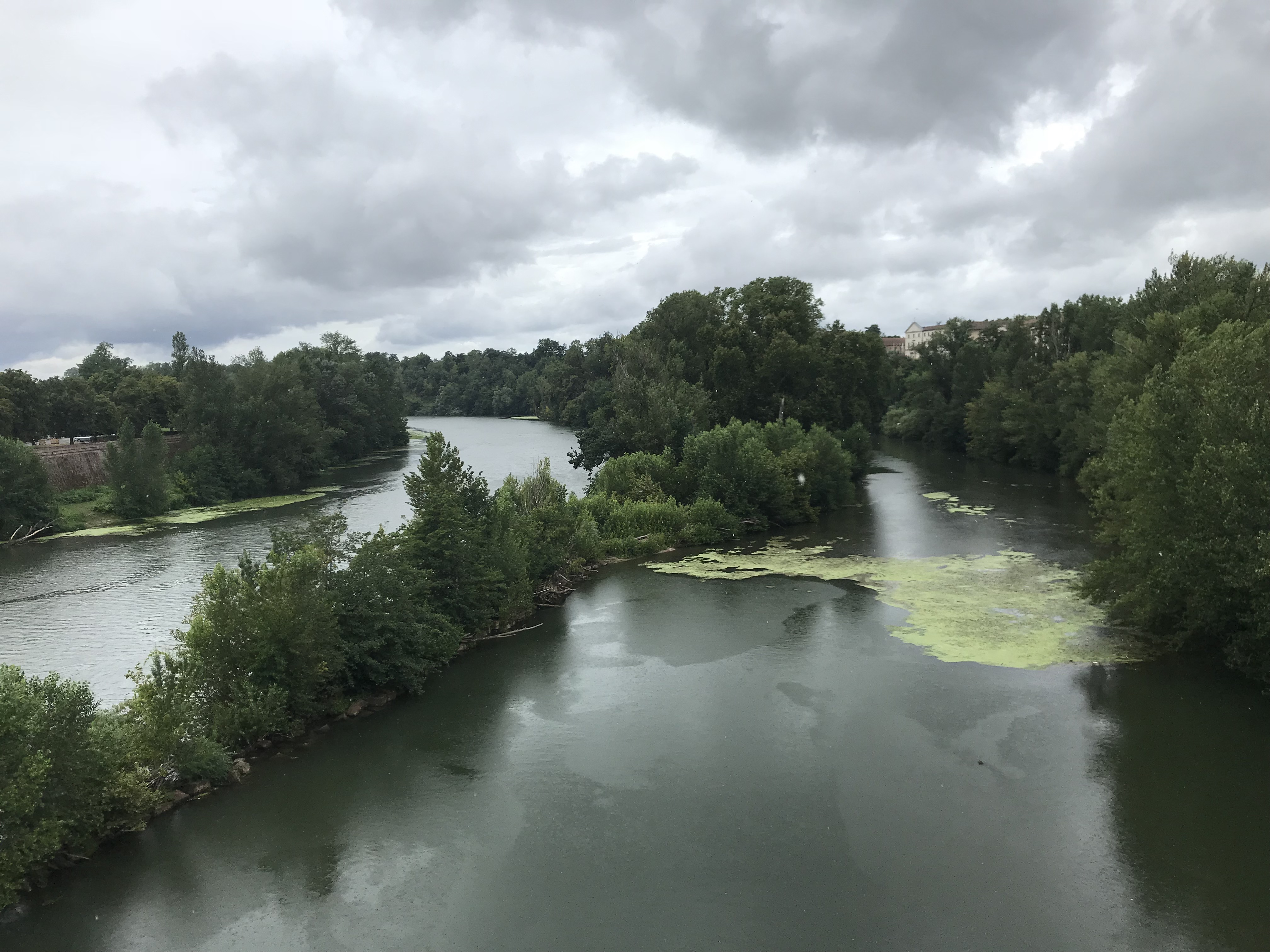
塔恩河蒙托邦段

蒙托邦位于法国西南部，奥克西塔尼大区的西部和塔恩-加龙省的中部。距离法国首都巴黎大约627公里，距离大区首府图卢兹大约54公里。与蒙托邦接壤的市镇包括：洛诺尔德科斯、阿尔伯弗耶-拉加尔德、阿尔比亚斯、布雷索勒、科尔巴里约、圣皮埃尔堡、拉库尔圣皮埃尔、拉莫特-卡普德维尔、莱奥雅克、蒙伯通、皮克科斯、圣艾蒂安德蒂尔蒙、圣诺法里、维勒马德。

### 地形
蒙托邦位于塔恩河下游平原，附近以浅丘地貌为主，市中心地势较为平坦，全境海拔在72到207米之间。

### 水文
蒙托邦属于法国五大流域之一的加龙河流域，塔恩河自东南向西北流经蒙托邦市区，其支流泰斯库河在此与其交汇，另有大莫尔塔里约河流经市镇范围北部。

### 植被
蒙托邦属于温带阔叶混交林区，林地集中分布于河流两岸，其中特斯库河沿岸被开辟为植物花园（Jardin des Plantes），位于市区东部的弗朗索瓦·密特朗玫瑰园建成于1983年，是欧洲最大的玫瑰博览园之一。
在鲜花城市的评比中，蒙托邦被评为3星级鲜花城市。

### 气候
蒙托邦在柯本气候分类法中属于地中海气候与温带海洋性气候的过渡气候类型，冬凉夏暖，雨热不同期，偶尔有极端天气发生。
蒙托邦境内设有气象站，以下为该气象站的数据：
| 蒙托邦1981年－2019年 | 蒙托邦1981年－2019年 | 蒙托邦1981年－2019年 | 蒙托邦1981年－2019年 | 蒙托邦1981年－2019年 | 蒙托邦1981年－2019年 | 蒙托邦1981年－2019年 | 蒙托邦1981年－2019年 | 蒙托邦1981年－2019年 | 蒙托邦1981年－2019年 | 蒙托邦1981年－2019年 | 蒙托邦1981年－2019年 | 蒙托邦1981年－2019年 | 蒙托邦1981年－2019年 |
| 月份                 | 1月                  | 2月                  | 3月                  | 4月                  | 5月                  | 6月                  | 7月                  | 8月                  | 9月                  | 10月                 | 11月                 | 12月                 | 全年                 |
| -------------------- | -------------------- | -------------------- | -------------------- | -------------------- | -------------------- | -------------------- | -------------------- | -------------------- | -------------------- | -------------------- | -------------------- | -------------------- | -------------------- |
| 历史最高温 °C（°F）  | 18.5 (65.3)          | 25 (77)              | 28 (82)              | 30.3 (86.5)          | 35.5 (95.9)          | 40 (104)             | 40.1 (104.2)         | 41.8 (107.2)         | 36.2 (97.2)          | 32 (90)              | 24.8 (76.6)          | 19.4 (66.9)          | 41.8 (107.2)         |
| 平均高温 °C（°F）    | 9.2 (48.6)           | 11.4 (52.5)          | 15.1 (59.2)          | 17.7 (63.9)          | 21.8 (71.2)          | 25.5 (77.9)          | 28.3 (82.9)          | 28.1 (82.6)          | 24.8 (76.6)          | 19.8 (67.6)          | 13.1 (55.6)          | 9.5 (49.1)           | 18.7 (65.7)          |
| 日均气温 °C（°F）    | 5.6 (42.1)           | 6.8 (44.2)           | 9.8 (49.6)           | 12.3 (54.1)          | 16.2 (61.2)          | 19.8 (67.6)          | 22.2 (72.0)          | 22 (72)              | 18.7 (65.7)          | 14.7 (58.5)          | 9.2 (48.6)           | 6 (43)               | 13.6 (56.5)          |
| 平均低温 °C（°F）    | 1.9 (35.4)           | 2.2 (36.0)           | 4.5 (40.1)           | 6.9 (44.4)           | 10.7 (51.3)          | 14.1 (57.4)          | 16.2 (61.2)          | 15.9 (60.6)          | 12.6 (54.7)          | 9.6 (49.3)           | 5.3 (41.5)           | 2.6 (36.7)           | 8.5 (47.3)           |
| 历史最低温 °C（°F）  | −20 (−4)             | −18 (0)              | −9.3 (15.3)          | −3 (27)              | −1 (30)              | 2 (36)               | 6 (43)               | 3 (37)               | 1 (34)               | −3.2 (26.2)          | −9.4 (15.1)          | −11 (12)             | −20 (−4)             |
| 平均降水量 mm（）    | 56.5 (2.22)          | 54.9 (2.16)          | 50 (2.0)             | 75.1 (2.96)          | 72.7 (2.86)          | 64.8 (2.55)          | 45.1 (1.78)          | 50.5 (1.99)          | 60.7 (2.39)          | 61.2 (2.41)          | 58.7 (2.31)          | 61.7 (2.43)          | 711.9 (28.03)        |
| 月均日照時數         | 87.4                 | 117.5                | 177.2                | 187                  | 217.5                | 239.4                | 263.6                | 251.4                | 209.2                | 149.8                | 88.7                 | 77.5                 | 2,066.2              |
| 来源：infoclimat.fr  |                      |                      |                      |                      |                      |                      |                      |                      |                      |                      |                      |                      |                      |

## 行政区划

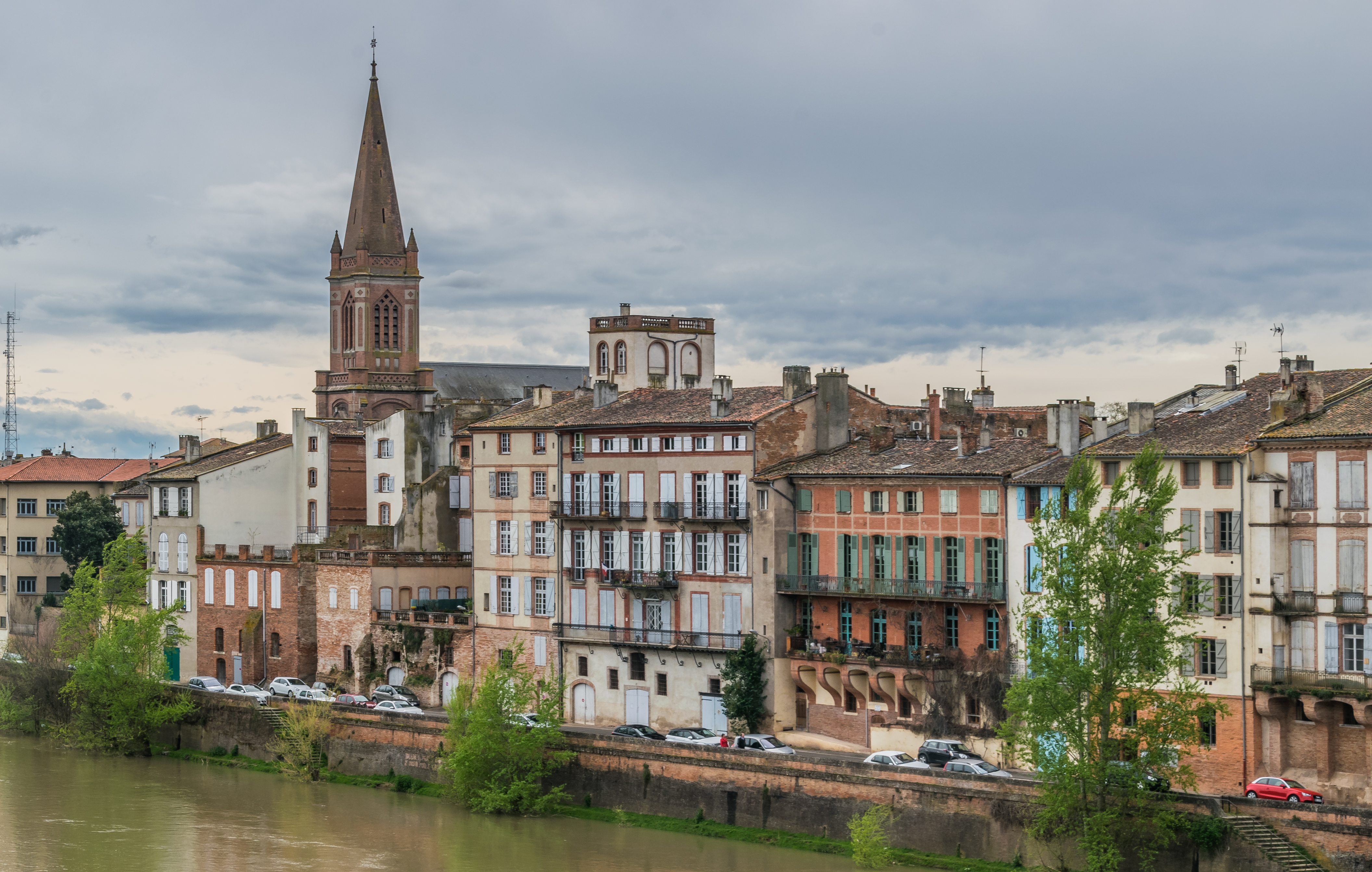
塔恩河畔的蒙托邦城

蒙托邦是法国奥克西塔尼大区塔恩-加龙省的一个市镇，编号为82121，它也是塔恩-加龙省的省会。蒙托邦下辖蒙托邦区，隶属于塔恩-加龙省第一选区，管理蒙托邦第一县、第二县和第三县，同时也是大蒙托邦城市圈公共社区的办公驻地。
蒙托邦市政府按照地理方位将蒙托邦市镇分为了东南西北四个部分，每个部分内再划分出多个街区，并实行街区自治制度。
法国国家统计与经济研究所（简称）在进行数据统计时，将蒙托邦及相邻的另外32个市镇设为蒙托邦城市核心区（2020年缩减至共9个）以及蒙托邦城市区。自2020年起，蒙托邦城市区被包含50个市镇的蒙托邦城市辐射区代替。此外，法国国家统计与经济研究所（INSEE）在进行数据统计时，将蒙托邦分为了25个"块区"（IRIS），以便于统计人口分布情况。

## 交通

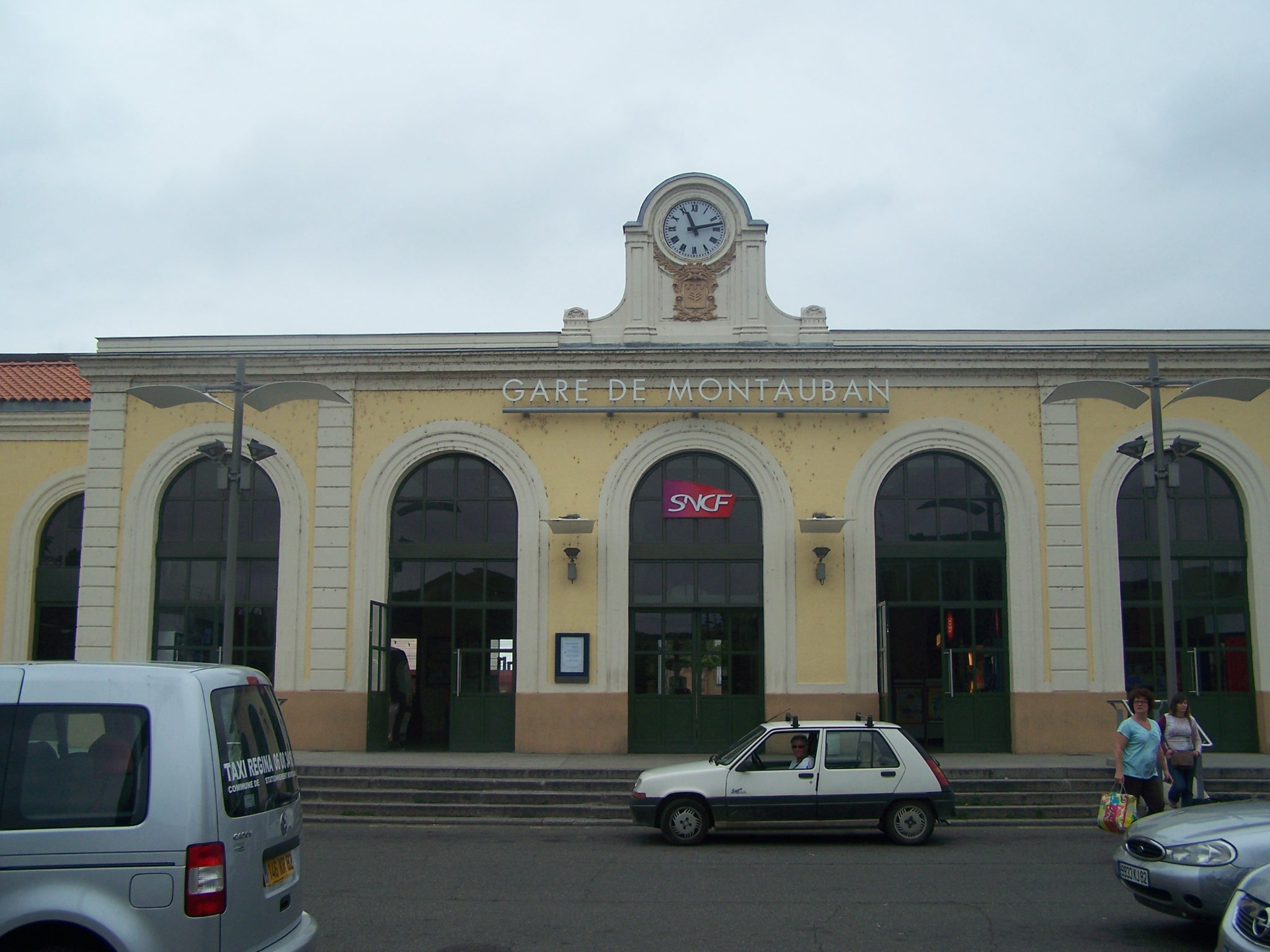
波旁城火车站

### 公路
法国A20号高速公路和法国国道N2020线经过蒙托邦市区；另有十余条塔恩-加龙省省道在境内交汇。
奥克西塔尼综合线路网开通多条连接蒙托邦和图卢兹、欧什、阿尔比、罗德兹等地的常规巴士线路，同时也开行连接周边主要市镇的校车线路。
2018年，74.3%的蒙托邦居民拥有至少1辆私人汽车

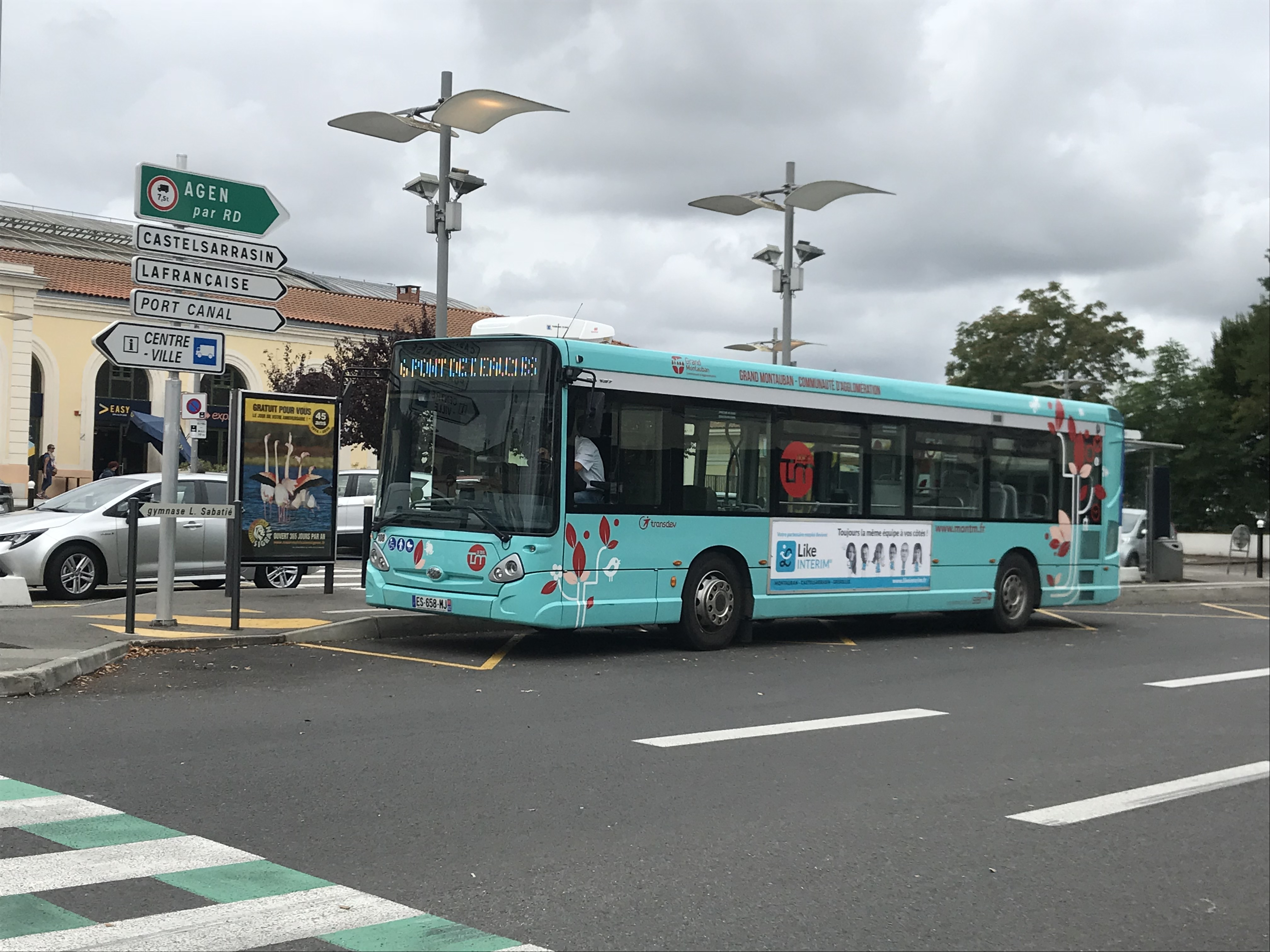
停靠在波旁城火车站前方的蒙托邦公交6路

### 铁路
蒙托邦位于波尔多－塞特和奥尔良－蒙托邦两条铁路的交汇点，是图卢兹北上的第一个大站。蒙托邦波旁城火车站因地处塔恩河左岸的波旁城街区而得名，是现蒙托邦境内唯一的客运铁路车站，每天开行前往巴黎的高铁列车，同时开行前往巴黎、波尔多和纳斯的城际列车，可直达奥尔良、利摩日、图卢兹、蒙彼利埃、尼姆等多个法国城市。此外，蒙托邦站还经停由图卢兹出发，前往布里夫和阿让方向的区域列车。

### 航空
蒙托邦境内设有一处飞行场，供当地的航空俱乐部及商务和救援使用。距离蒙托邦最近的民用航空机场为图卢兹-布拉尼亚克机场，距离蒙托邦大约50公里。

### 城市公共交通
蒙托邦城市公共交通下属9条常规公交线路、20条郊区线路，7条特殊线路和5条定制公交线路，其线路网覆盖了蒙托邦市内的主要街区及大蒙托邦城市圈公共社区内的大部分市镇。

## 政治

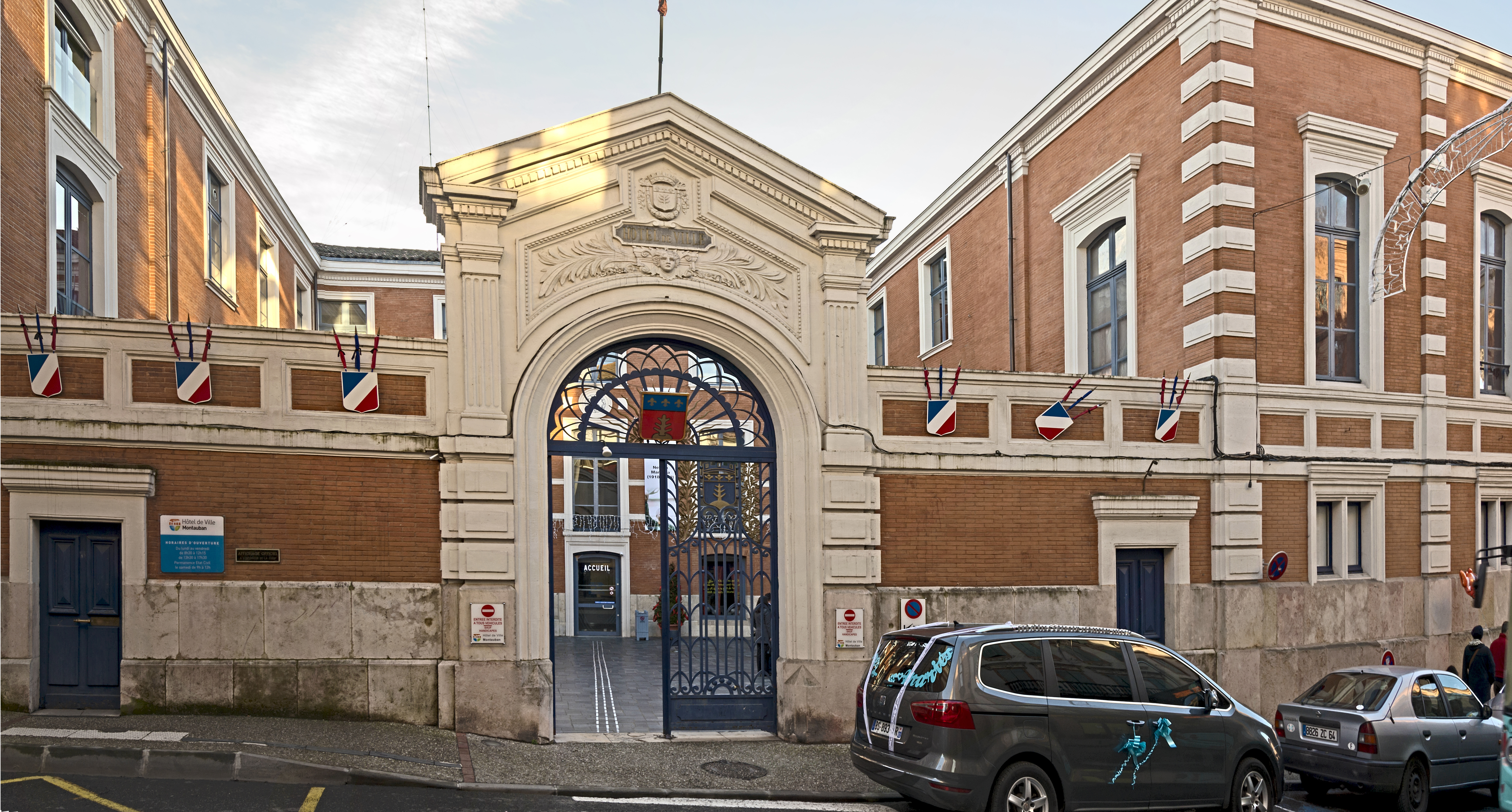
蒙托邦市政厅

现任蒙托邦市长为阿克塞尔·德·拉布里奥勒（Axel de Labriolle）先生，他是一名右翼无党派人士。其前任布丽吉特·巴雷热女士，于2001年上任，并于2008年、2014年和2020年三次连任，她是共和党的一名成员，在2020年的市政选举中获得了54.46%的支持率，后因其涉嫌挪用公款而被撤销市长职务。
在2017年的法国总统大选的第一轮和第二轮选举当中，法国现任总统马克龙在蒙托邦分别获得23.96%和66.18%的支持率，均居所有候选人首位。
| 蒙托邦历届市长 |                                          |                      |
| 任期           | 市长                                     | 党派                 |
| 1944年－1947年 | Fernand Balès 费尔南·巴莱斯              | 不详                 |
| 1947年－1956年 | René Gabach 勒内·加巴克                  | 不详                 |
| 1956年－1965年 | Henri Lacaze 亨利·拉卡兹                 | MRP人民共和运动      |
| 1965年－1983年 | Louis-Jean Delmas 路易-让·戴尔马         | SFIO工人国际法国支部 |
| 1983年－1994年 | Hubert Gouze 于贝尔·古兹                 | PS社会党             |
| 1994年－2001年 | Roland Garrigues 罗兰·加里格             | PS社会党             |
| 2001年－2021年 | Brigitte Barèges 布丽吉特·巴雷热         | LR共和黨             |
| 2021年－       | Axel de Labriolle 阿克塞尔·德·拉布里奥勒 | DVD右翼无党派人士    |

## 人口
2018年，蒙托邦市镇人口数量为60,952，在法国排名第93位。其中男性29,332人，女性31,620人，75岁及以上人口占8.6%，外籍人口数量为14,307人，人口密度为451人/平方公里，当地居民被称为（男性）或（女性）。2019年，蒙托邦境内出生704人，死亡人口604人。
| 年份   | 1936   | 1946   | 1954   | 1962   | 1968   | 1975   | 1982   | 1990   | 1999   | 2006   | 2011   | 2016   | 2017   | 2018   |
| ------ | ------ | ------ | ------ | ------ | ------ | ------ | ------ | ------ | ------ | ------ | ------ | ------ | ------ | ------ |
| 人口數 | 32,025 | 36,281 | 38,321 | 41,002 | 45,872 | 48,028 | 50,682 | 51,224 | 51,855 | 53,941 | 56,536 | 60,444 | 60,810 | 60,952 |

## 经济

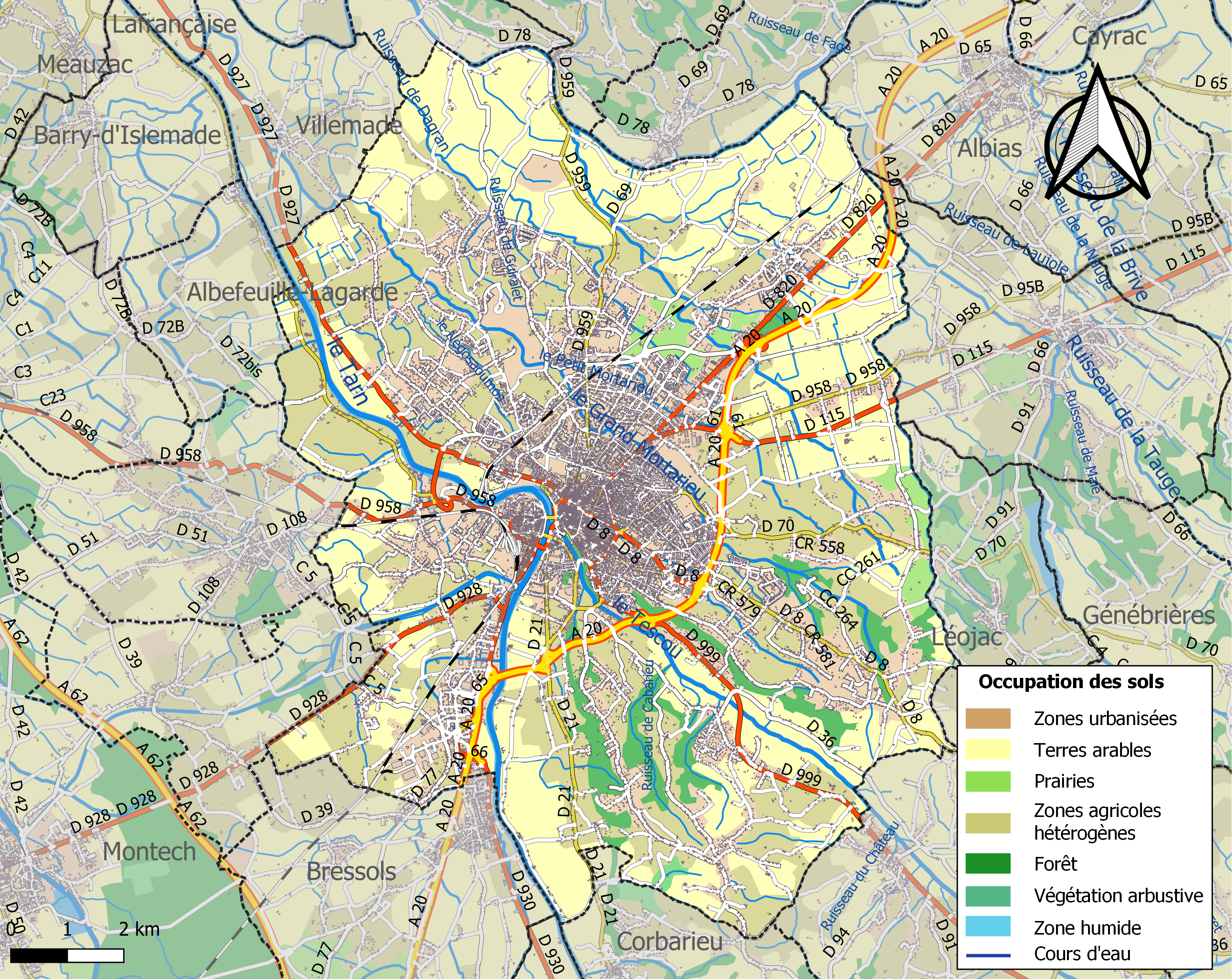
蒙托邦土地利用情况地图

蒙托邦是一个区域性的中心城市，塔恩-加龙省工商会驻地。截止2021年12月，蒙托邦市镇范围内共有各类用人单位（包含自雇）11,347家，平均历史为15年，其中98.35%为中小型企业（PME）。（食品批发）、（蔬菜水果批发）及（奶制品生产）是当地2020年营业额最高的三个企业，分别为297,764,999欧元、267,572,105欧元和127,738,097欧元。

## 财政与居民收入
2020年，蒙托邦的财政收入总额为74,859,800欧元，财政支出总额为72,697,100欧元，当年的债务总额为84,635,600欧元。2021年，蒙托邦共获得9,874,520欧元的国家财政补助，比上一年增加了0.64%。
2019年，蒙托邦的人均月收入总额为2,135欧元，其中高级职员为3,778欧元，低于法国平均水平（4,230欧元）；中级职员为2,259欧元，低于法国平均水平（2,411欧元）；普通职员为1,676欧元，亦低于法国平均水平（1,740欧元）。
2018年，蒙托邦境内的青壮年（15至64岁）失业率为15.2%，当地45.5%的家庭拥有纳税资格，平均纳税3,449欧元，低于法国平均水平（3,910欧元）。

## 社会事务

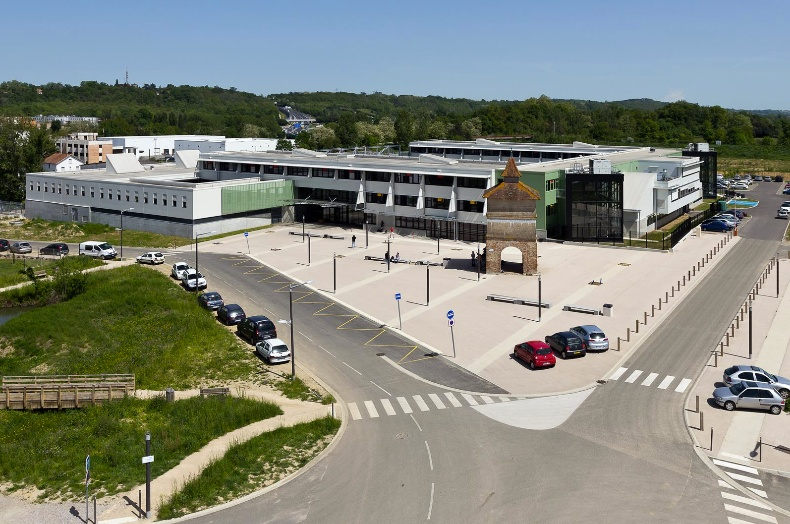
蒙托邦大学城

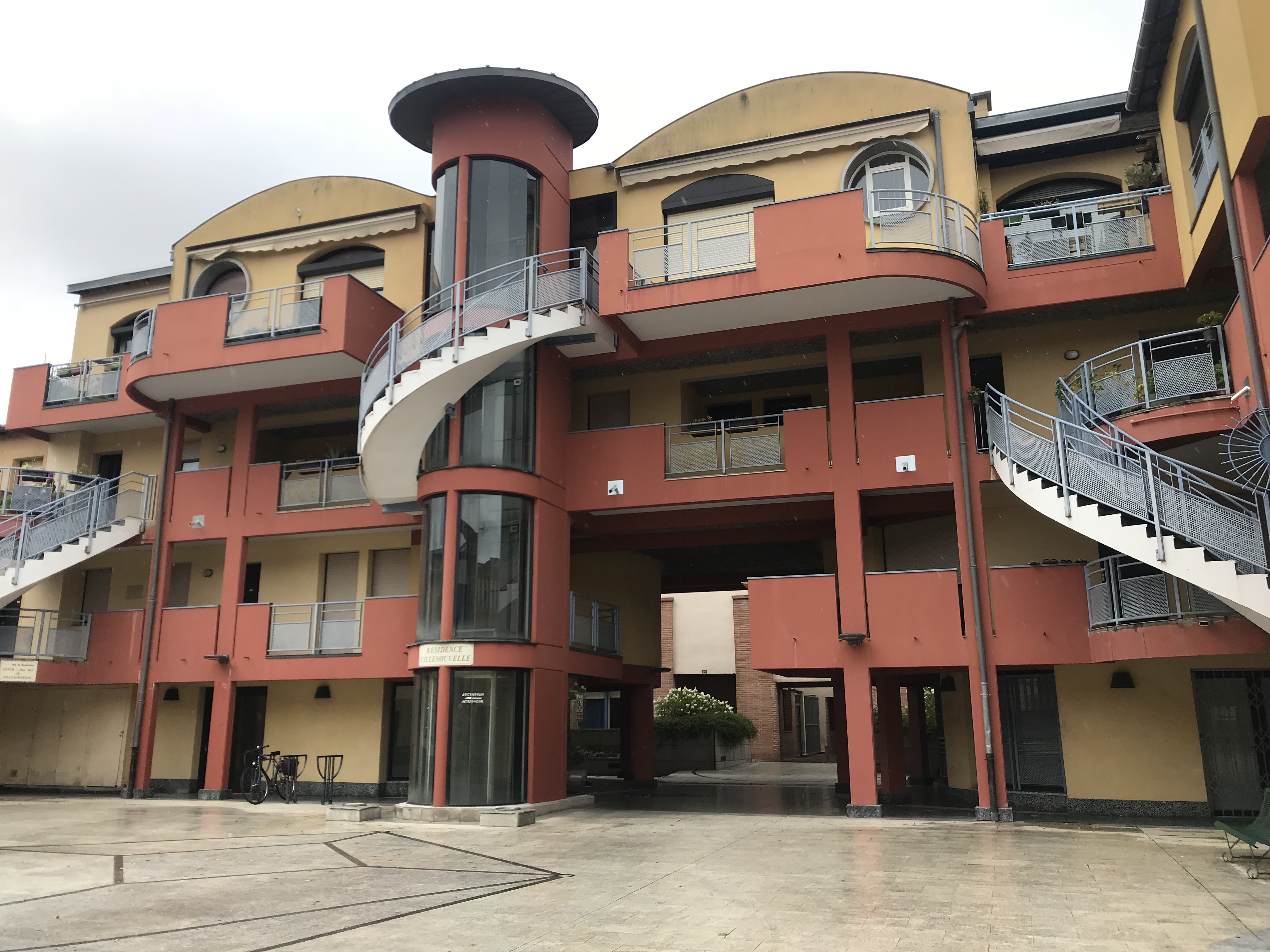
蒙托邦新城住宅区

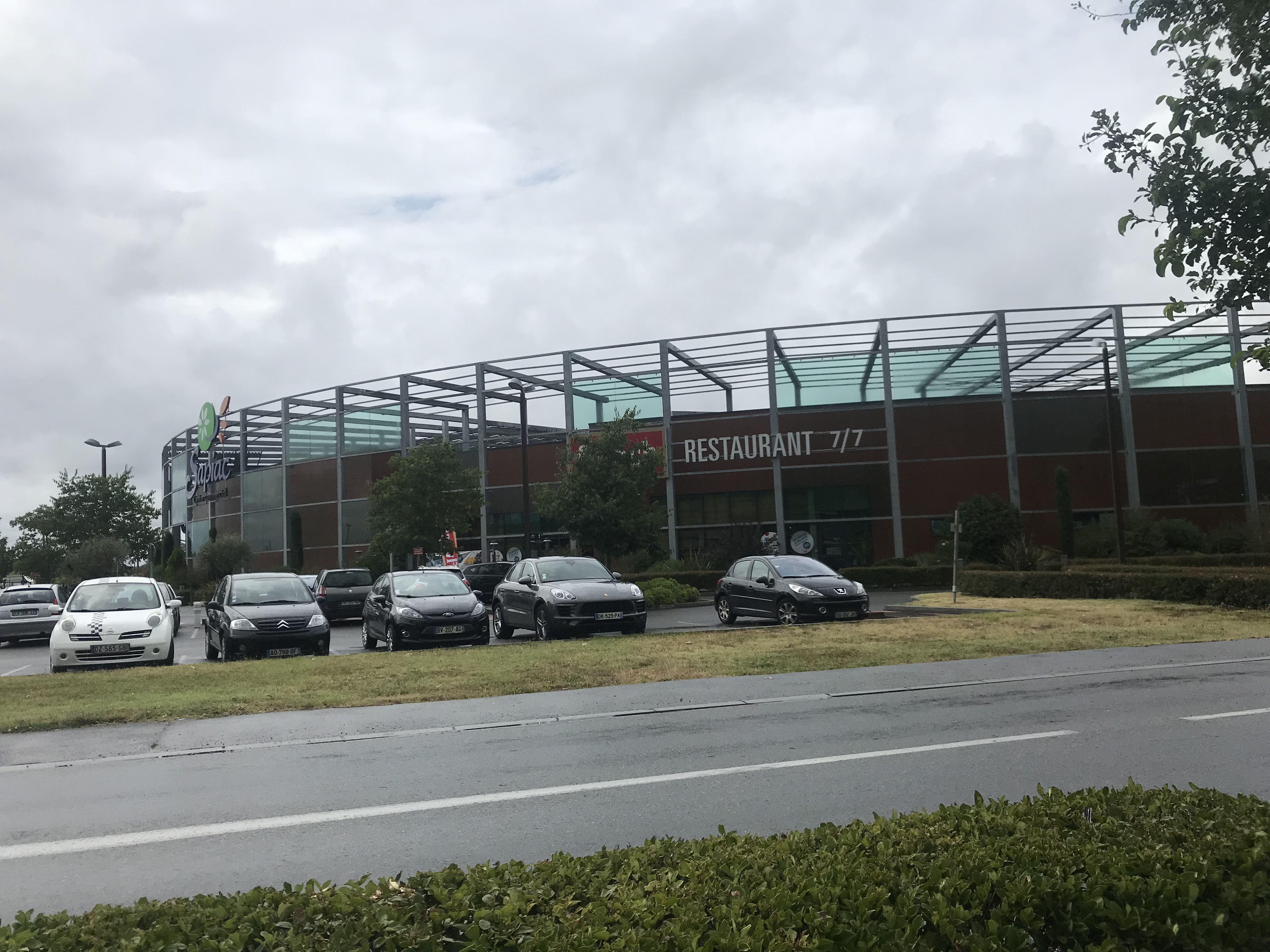
蒙托邦市区南部的Sapiac商业中心

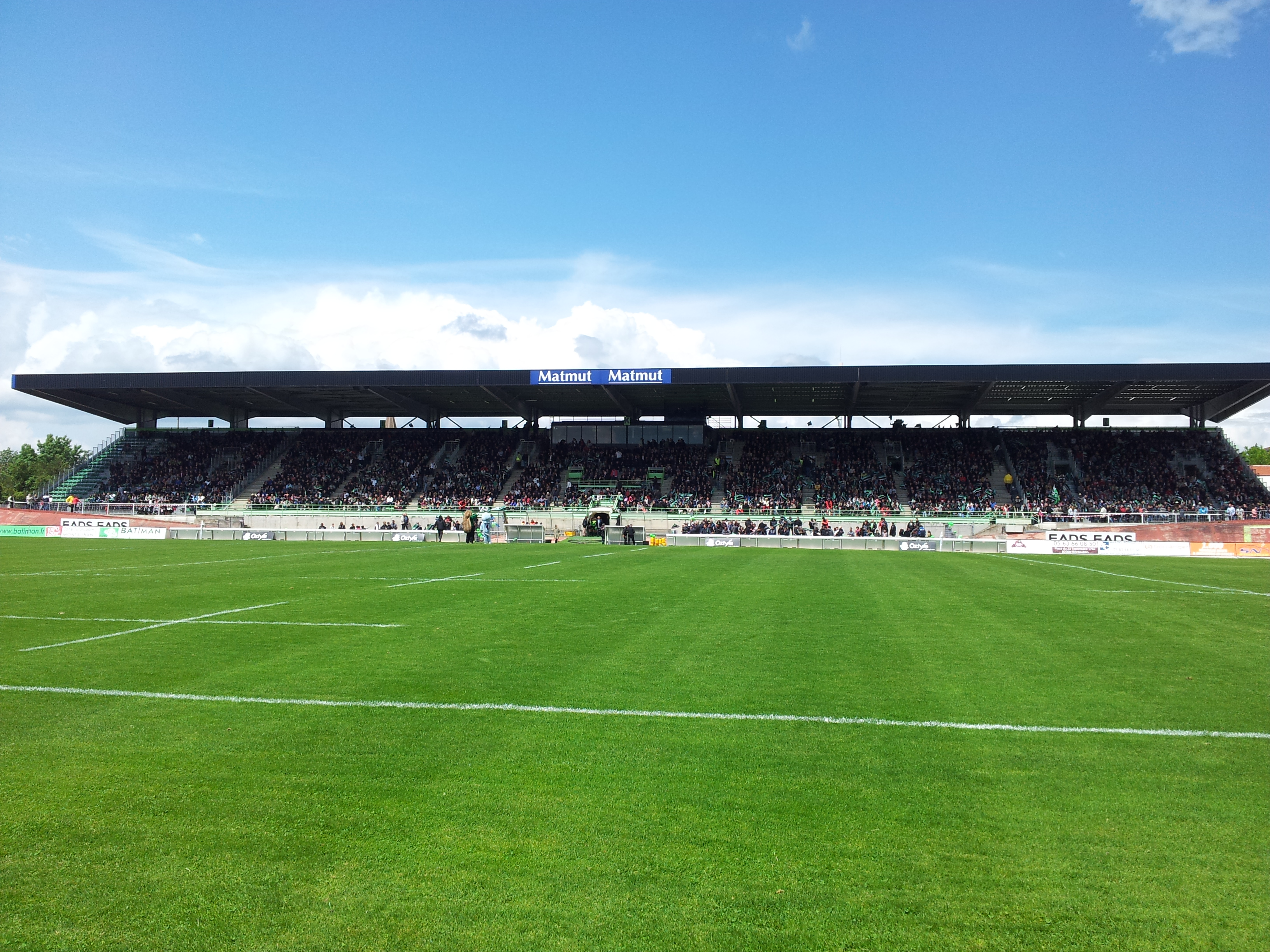
萨皮亚克球场

### 教育
蒙托邦属于图卢兹学区。截止2020年1月1日，蒙托邦境内共有13所幼儿园、32所小学、8所初级中学、4所普通高中、1所农业高中和4所职业高中。2018至2019学年度，蒙托邦境内共有在校中等教育阶段学生7,267名。
在高等教育方面，蒙托邦境内设有一处科教园，图卢兹第二大学的艺术史、档案学、雕塑学等部分专业在此授课。此外，科教园内还设有一所师范学校和一所卫生学校。

### 医疗
截止2020年1月1日，蒙托邦境内共有全科医生74名、保健师97名、牙医58名、护士176名、耳科医生8名、眼科医生17名、皮肤科医生4名、助产士12名、儿科医生7名和妇科医生13名。境内共有药房17家、养老院9家、残疾人帮扶中心8家。
蒙托邦综合中心医院（Centre Hospitalier Général de Montauban）是法国的一个区域性医疗机构，其主病区位于蒙托邦市区西北部，设有床位698个，是当地规模最大的公立综合性医院。

### 住房
2018年，蒙托邦境内共有各类住房31,931套，其中54.7%为独立式居民区，45.1%为集中式居民区。常住房屋占蒙托邦市镇范围内居民建筑总量的87.7%。
在住房保障政策方面，2020年，蒙托邦境内共有7,774户家庭获得了住房经济补助，受益人数占总人口数量的12.8%，其中7,371份为房租补助。

### 商业
2019年，蒙托邦境内共有各类实体商铺2,076家，其中餐厅270家、大型超市29家、杂货店42家、面包房52家、肉铺31家、书店24家、装饰品店18家、银行门店39家、美容美发店118家、汽车维修店136家。蒙托邦市中心建有Monoprix和家乐福便民超市，市区东北部和南部则各建有一处开放式商业街区。

### 体育
2020年，蒙托邦境内共有4家游泳池、9间体育馆、2座综合体育场、18处网球场、3处马术场、18处足球或橄榄球场、16处篮球或排球场以及3处高尔夫球场。
蒙托邦因橄榄球而闻名，蒙托邦体育联盟是当地的代表性橄榄球俱乐部，该队成立于1903年，曾于1967年获得法国橄榄球联赛总冠军，2021至2022赛季参加法国橄榄球乙级联赛，其主场萨皮亚克球场位于市区南部，可同时容纳1.1万名观众，是当地规模最大的体育设施。
截至2021年12月，蒙托邦共有8家注册足球俱乐部，蒙托邦足球俱乐部是当地的代表性足球队，成立于1953年，2021至2022赛季参加奥克西塔尼大区足球联赛，其主场让·韦贝克体育中心（Complexe Jean Verbeke）位于市区东北部，可同时容纳一千名观众。

### 环境
蒙托邦的环境事务由其所属的公共社区负责。2019年，蒙托邦境内共有1家污染企业。

### 治安
2019年，蒙托邦市镇范围内共有2处派出所。2020年，蒙托邦宪兵总队辖区内累计发生各类案件3,105起，其中盗窃类案件1,548起，经济类案件459起，毒品交易类案件204起。

## 文化
2020年，蒙托邦境内共有2家剧场、2家电影院、2家博物馆和1家音乐厅。蒙托邦市政府提供多媒体中心，向公众全年开放。

### 建筑
蒙托邦境内有多处历史建筑，其中宗教类的建筑主要包括建于1692年的蒙托邦主教座堂，该教堂是天主教蒙托邦教区的总府，此外蒙托邦境内还有蒙托邦圣雅各教堂和圣奥朗教堂，后两者均已被列入法国文物保护单位；历史类的建筑包括蒙托邦主教宫，该建筑建于17世纪，曾为蒙托邦主教府所在地，现开辟为安格尔博物馆。位于市中心的民族广场和横跨塔恩河的老桥也是蒙托邦的重要城市景观。

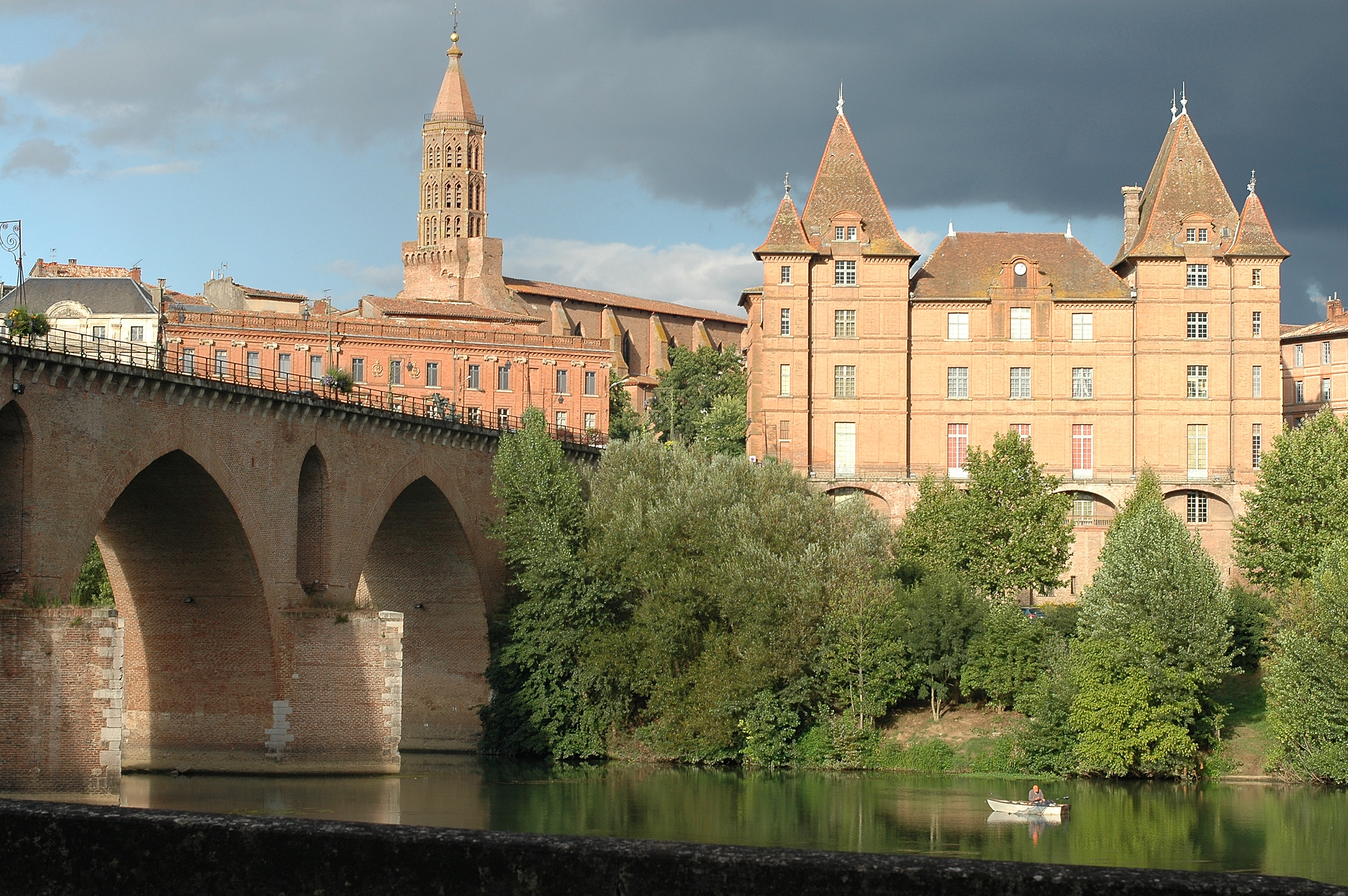
蒙托邦老桥（左）和地方行政宫（右）
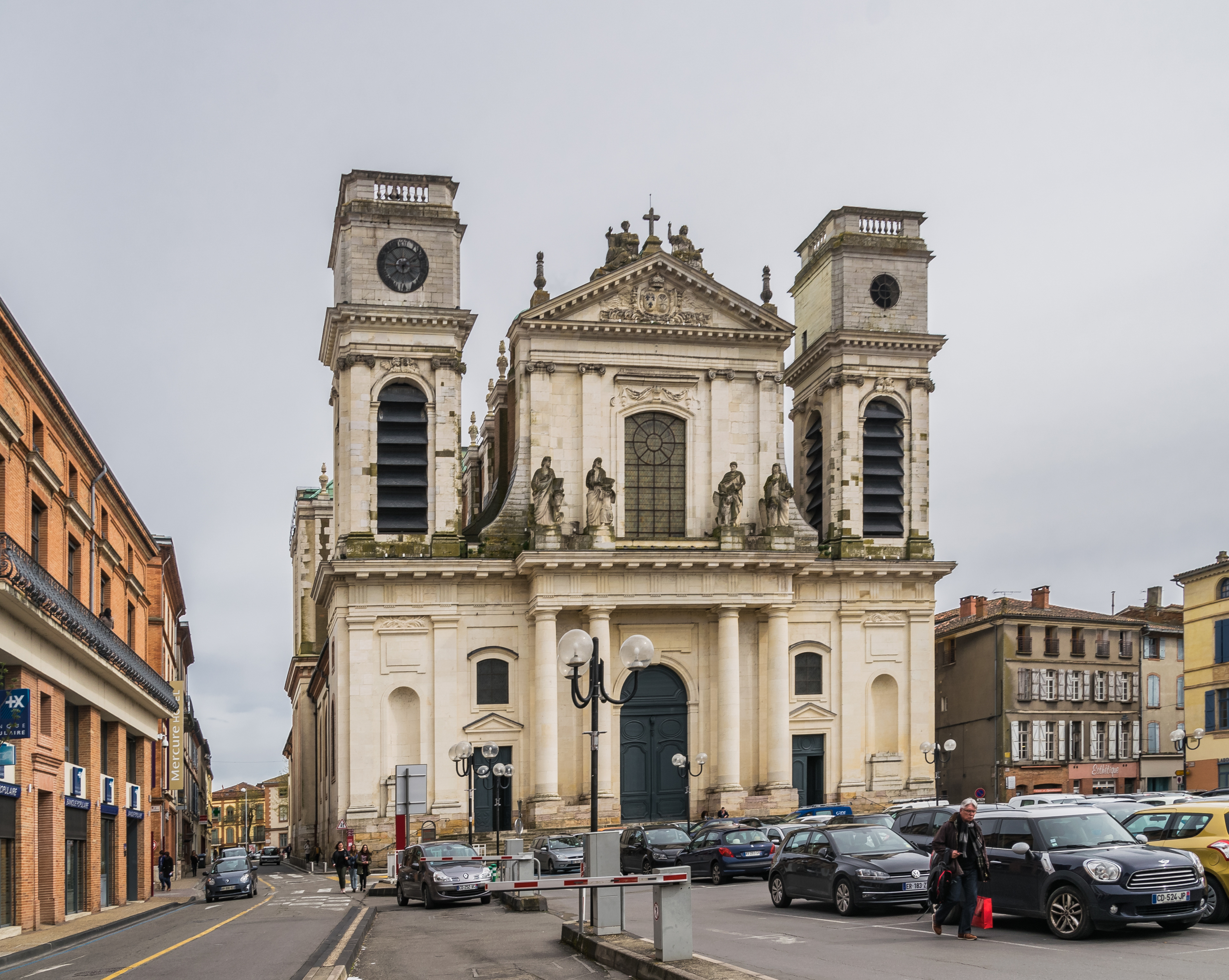
蒙托邦主教座堂
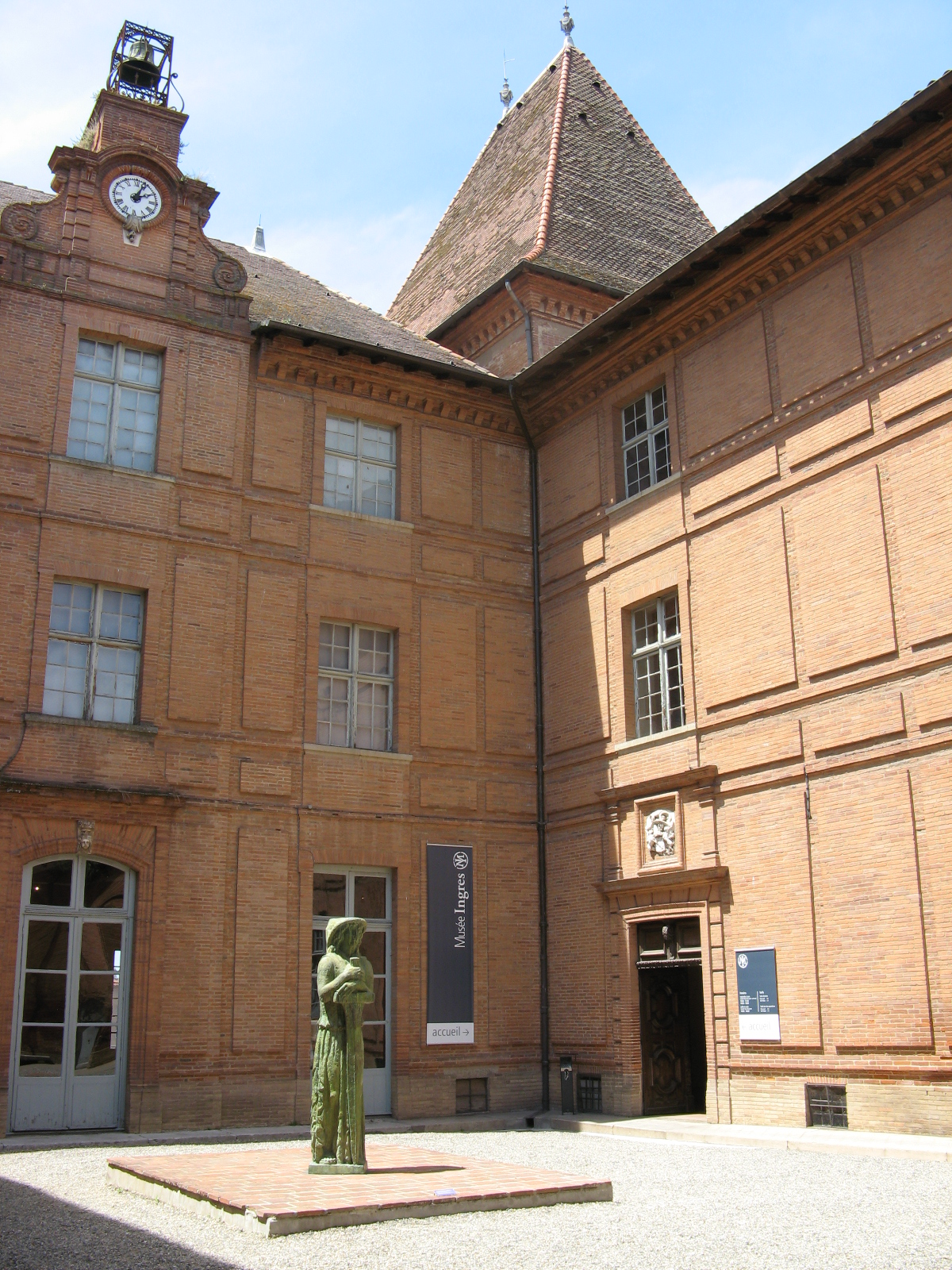
安格尔博物馆
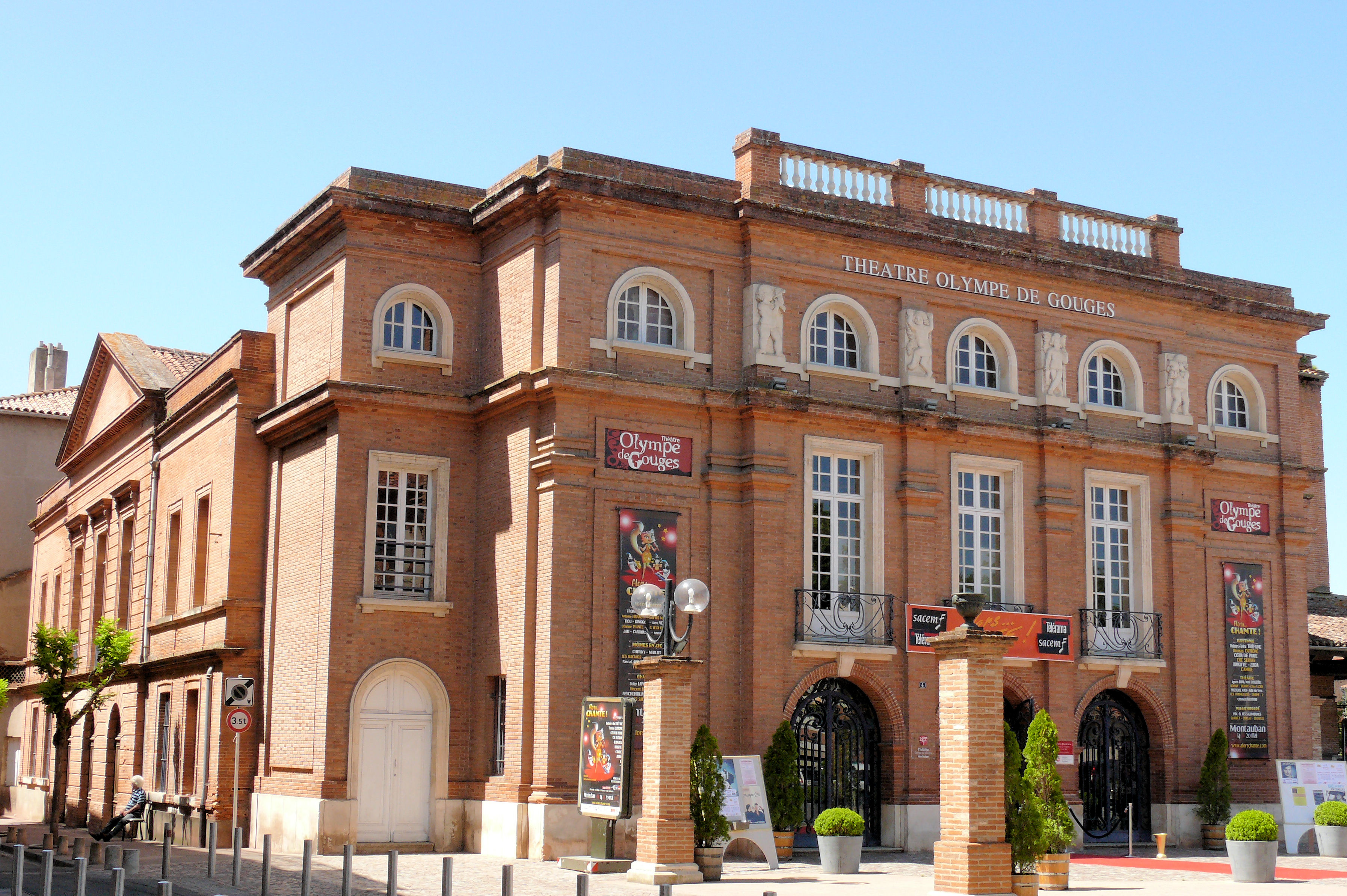
奥兰普德古日剧场
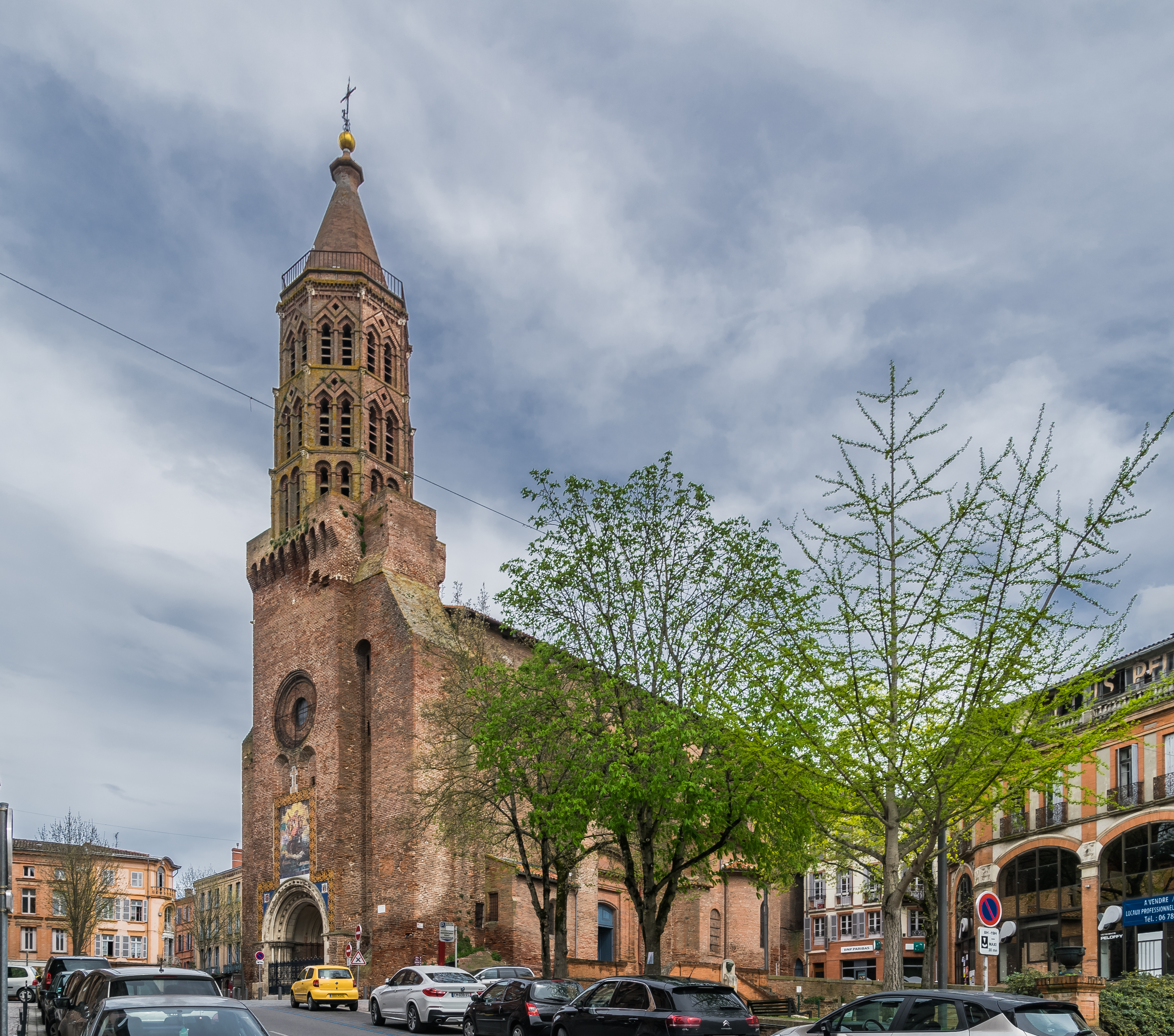
圣雅各教堂（法语：Église Saint-Jacques de Montauban）
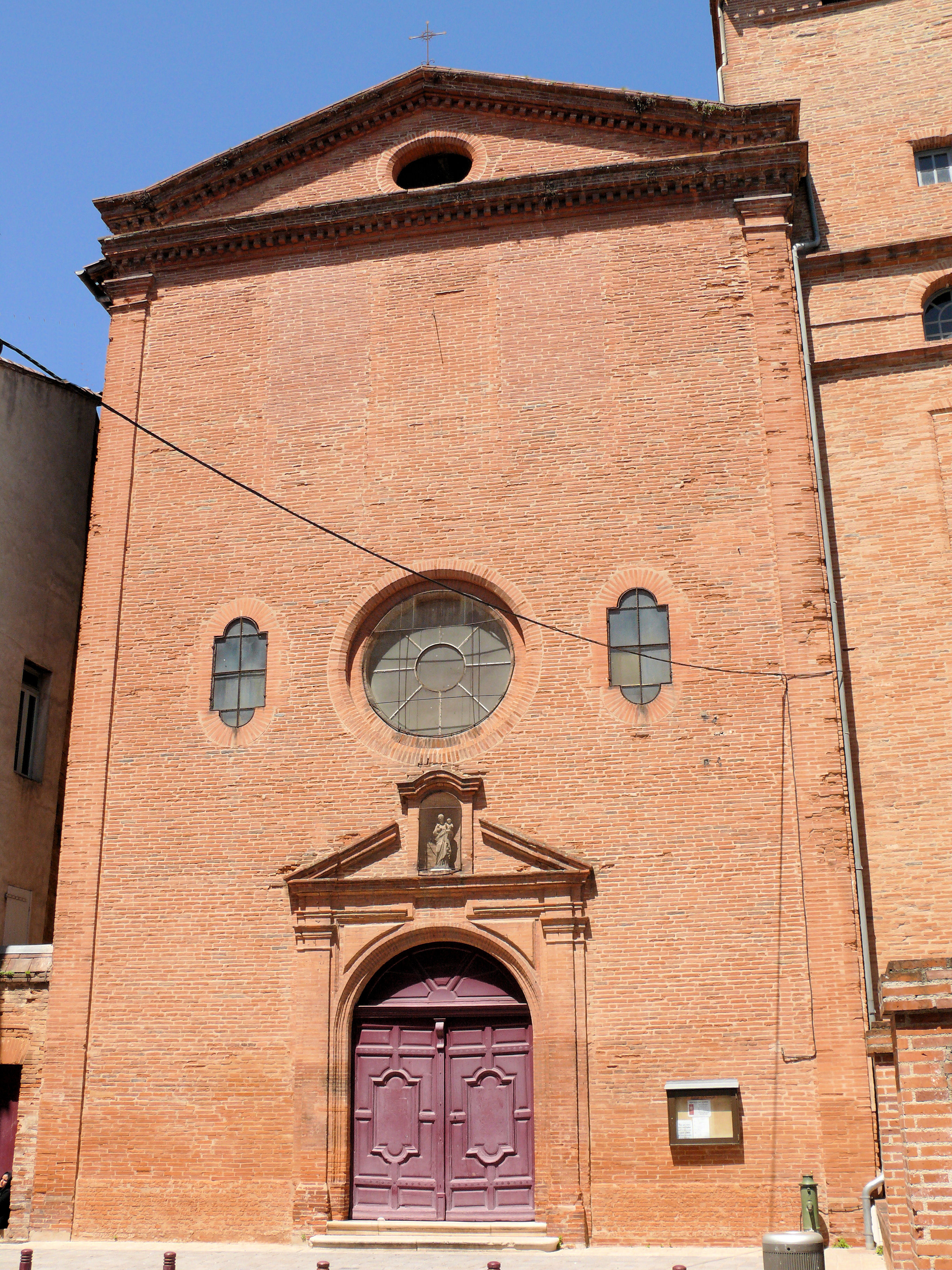
圣约瑟夫教堂
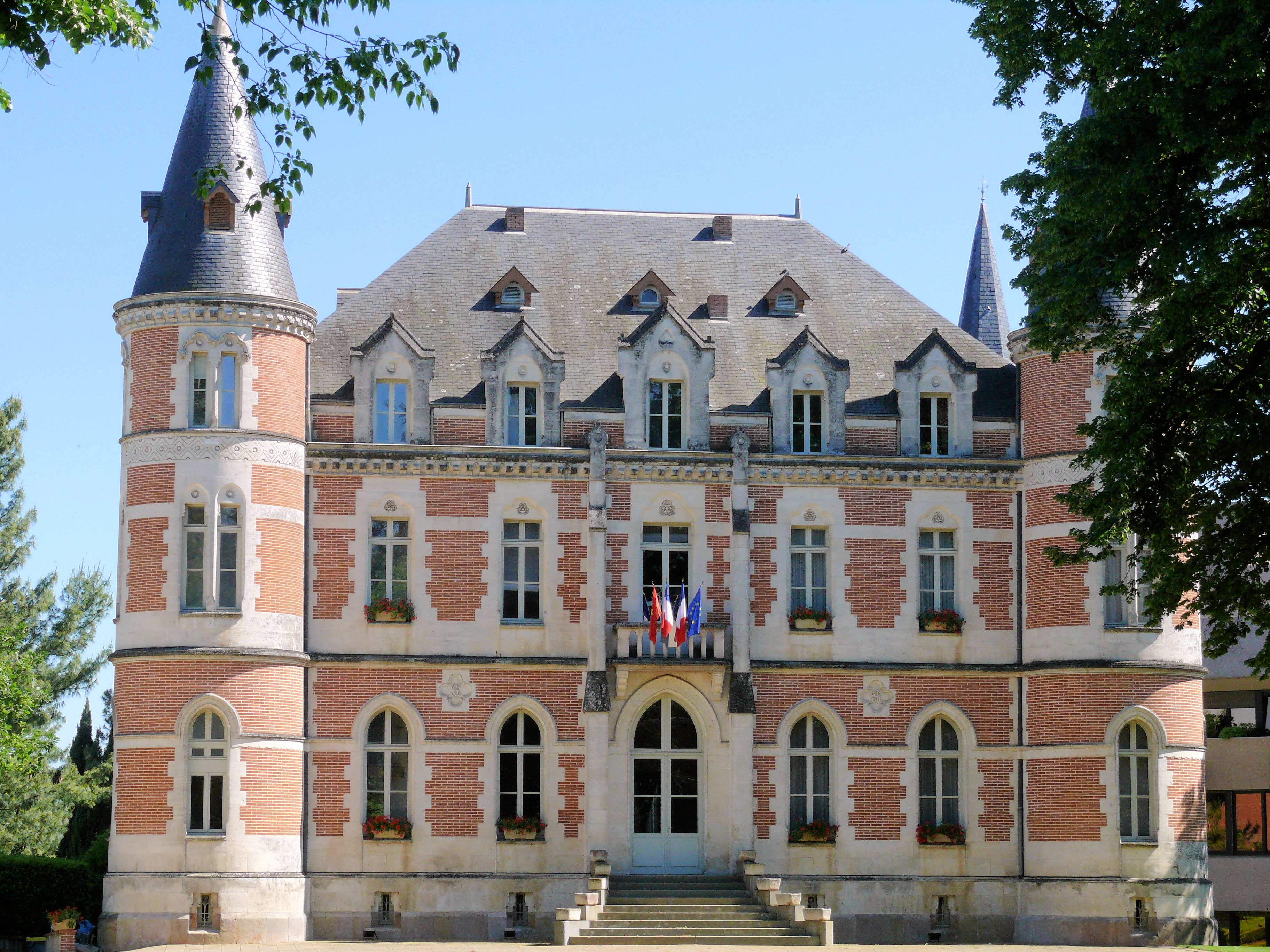
蒙托里奥尔城堡（法语：Château de Montauriol）

### 旅游
蒙托邦的旅游事务由其所属的公共社区负责，当地建有一处旅游接待中心（Office de Tourisme）。2021年，蒙托邦境内共有12家酒店共计683间房间。

### 媒体
法国主要的媒体均可在蒙托邦接收，法国电视三台下属的奥克西塔尼大区频道在部分时段播出蒙托邦所属区域的地方新闻。《南部追寻》是法国南部的重要地方性报刊媒体，总部位于图卢兹，在蒙托邦设有分支，负责整个塔恩-加龙省的发行。

## 相关人物
法国画家让·奥古斯特·多米尼克·安格尔、雕塑家安托万·布德尔、作家莱昂·克拉代尔、政治家丹尼爾·孔-本迪、企业家路易·加卢瓦、足球运动员让-路易·扎农和橄榄球运动员亚历克西斯·帕利松出生于蒙托邦。

## 友好城市
截至2021年12月，蒙托邦共与五座城市互为友好城市关系：
- 法國 古贝尔
- 美国 波哈斯卡（法语：Pawhuska）
- 以色列 上约克内阿姆[63]
- 摩洛哥 海米萨特
- 義大利 阿沃拉